# Chusta do noszenia dzieci

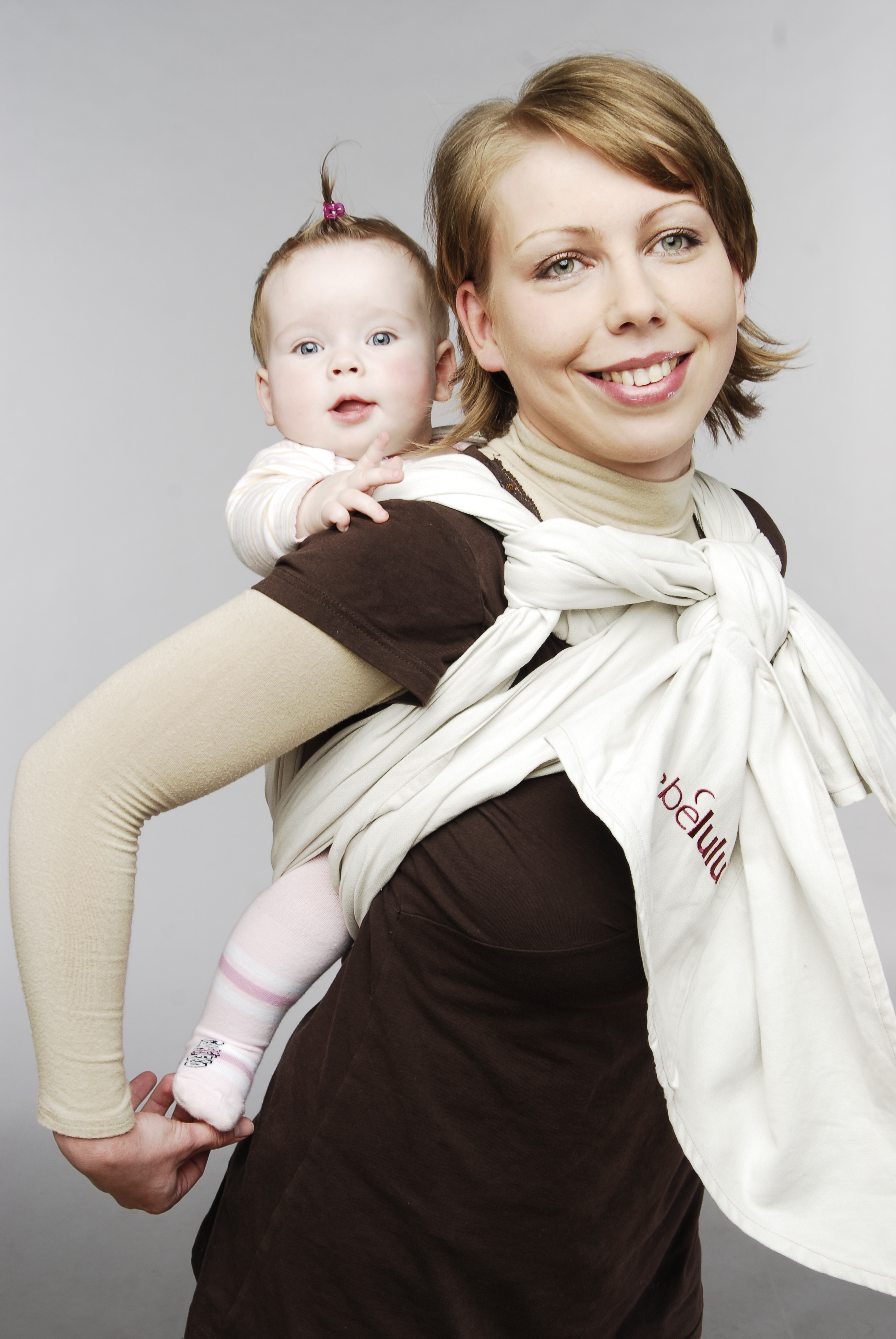
Chusta wiązana

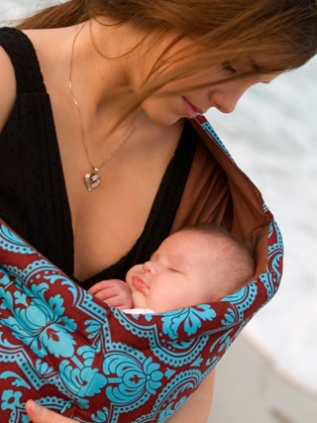
Chusta

Chusta do noszenia dzieci – prostokątny lub rzadziej kwadratowy pas tkaniny, najczęściej z naturalnych włókien, który dzięki specjalnym wiązaniom umożliwia bezpieczne noszenie niemowląt i starszych dzieci.

## Rodzaje chust
Chusty dzielą się na:
- chusty wiązane – długość od 2,5 do 5,4 metra (szerokość około 70 cm) – zawiązane w odpowiedni sposób wokół noszącego dają najwięcej możliwości ułożenia dziecka: od pozycji leżących, poprzez pionowe „brzuchem do brzucha” z przodu, na biodrze lub na plecach – najczęściej rozkładają ciężar noszonego dziecka na oba ramiona i plecy noszącego.

Ten typ chusty dzielimy również pod względem użytej tkaniny: chusty tkane lub elastyczne. Te drugie polecane są dla najmniejszych dzieci i najmniej wprawnych w wiązaniu opiekunów.
- chusty kółkowe – chusty zakładane na jedno ramię, jeden koniec materiału zakończony jest specjalnymi kołkami, drugi przepleciony przez nie na zasadzie paska, co pozwala regulować obwód chusty – możemy nosić noworodka na leżąco z przodu, większe dzieci na biodrze w pionie, starsze także na plecach.
- chusty typu pouch – zwane „kieszonkami” – najprostsze chusty na jedno ramię, bez możliwości regulacji – dobierane do rozmiaru noszącego – zasady noszenia podobne jak w chustach kółkowych.

Pośród akcesoriów do noszenia dzieci, do grupy „chust” często zalicza się także miękkie nosidła wzorowane na nosidłach używanych w Japonii lub Chinach (podaegi lub mei-tai), w których do kwadratowego (najczęściej) panelu doszyte są pasy służące do umocowania nosidła na plecach.
Na nosidłach azjatyckich wzorowane są współczesne nosidła ergonomiczne.

## Sploty chust
Od splotu chusty (sposobu utkania) zależą jej nośność, miękkość oraz komfort noszącego. Najpopularniejsze sploty chust tkanych to:
- skośno - krzyżowy - rozciąga się pod naciskiem i kurczy, gdy nacisk ustaje. Często chusty o tym splocie mają wzór paskowy. Obie strony chusty wyglądają tak samo.
- diamentowy, serduszkowy i jodełka - odmiany splotu skośno-krzyżowego. Nitki takiego materiału układają się różne wzory. Chusty o tych splotach charakteryzują się wysoką miękkością od nowości materiału.
- żakardowy - chusty grubsze niż tkane skośnie. Mają lewą i prawą stronę, mogą mieć różne wzory. Charakteryzują się dużą nośnością.
- płócienny (prosty) - materiał o tym splocie jest mało rozciągliwy i sztywny, przez co trudno współpracuje z dzieckiem i noszącym.

## Zalety noszenia w chuście
- wygoda i wolne ręce
- noszenie redukuje ilość płaczu
- pomaga nawiązać więź
- wspiera rozwój emocjonalny dziecka, zapewniając mu niezbędną dla jego rozwoju bliskość i poczucie bezpieczeństwa
- stymuluje błędnik poprzez kołysanie i bujanie
- pozwala dziecku obserwować świat i uczestniczyć w codziennych czynnościach

## Noszenie w dawnej Polsce
Używano bądź kołyski wykonanej z wikliny – lekkiej i łatwej do zawieszenia na przykład na gałęzi drzewa bądź nosideł wykonanych z tkaniny. Nosidła te – w zależności od regionu nosiły różne nazwy: hacka, chajtka, chycka, chusta lub po prostu szmata albo płachta. Dzieci nosiło się także w elementach stroju – zapaskach, fartuchach lub „zajdkach” oraz „odziewackach” – dużych chustach wełnianych używanych jako osłona przed zimnem. Sposób wykonania, użyty materiał, kolorystyka i wreszcie sposób noszenia był zróżnicowany w zależności od regionu i tradycji w danej rodzinie. Dzieci były noszone głównie przez kobiety lub starsze rodzeństwo. Jak można przypuszczać, ludność osiadła korzystała z nosideł wtedy, gdy było konieczne dłuższe wyjście lub podróż wraz z dzieckiem, ludność wędrująca zaś używała ich częściej i dłużej (np. Romowie).
W sytuacji krytycznej – na przykład podczas nagłej ucieczki z domu w czasie wojny – jako chusta mógł być wykorzystany nawet kilim ze ściany czy kapa z łóżka, ale zazwyczaj stosowano chusty wykonane z płótna lub z wełny, co zapewne też było zależne od pory roku i warunków atmosferycznych. Chusty polskie były kolorowe, czasem z frędzlami. Kolorystyka – podobnie jak w przypadku strojów – zależała od regionu Polski.
Można też przypuszczać, że takie elementy codziennego ubioru, jak fartuchy i zapaski, używane często przez kobiety jako pomoc przy transporcie na przykład chrustu, były również wykorzystywane pomocniczo do przenoszenia małych dzieci. Chusty trójkątnej (hacki), noszonej przez ramię używano podobnie jak kołysek do przenoszenia dzieci malutkich w pozycjach leżących. Dziecko było zawieszone z przodu lub trochę z boku osoby noszącej. Prawdopodobnie taki trójkątny kawałek materiału mógł być stosowany pomocniczo przy sadzaniu i noszeniu na biodrze lub na boku dzieci już starszych.
W “szmacie”, czyli szerokiej prostokątnej płachcie dzieci były noszone z przodu lub na plecach, czasem także nieco z boku, tak, by matka mogła kontrolować co się z dzieckiem dzieje. Dziecko siedziało w chuście w pozycji pionowej – dolne końce (rogi) materiału były zawiązane w pasie osoby noszącej, materiał przechodził pod pupą dziecka, nóżki wystawały po bokach. Górne rogi wiązano w taki sposób, że jeden koniec materiału przechodził pod pachą, a drugi nad przeciwległym ramieniem. Pozwalało to podtrzymać główkę młodszego dziecka, a starszemu swobodnie wyglądać na świat.